# گل اروانه
گل اروانه (نام علمی: Hymenocrater) گل هورمونه نام یک سرده از تیره نعناعیان است.